# Zmarli we wrześniu 2020

## Wrzesień 2020
- 30 września
  - Ali Bozer – turecki polityk, premier (1989) i minister spraw zagranicznych (1990)[1]
  - Jacques Brunhes – francuski polityk i nauczyciel, deputowany (1978–1986, 1988–2001, 2002–2007), minister turystyki (2001–2002)[2]
  - Krzysztof Gedroyć – polski poeta, prozaik, historyk sztuki, wykładowca akademicki[3]
  - Stanisław Grabowski – polski pisarz i poeta[4]
  - Emyr Humphreys – walijski pisarz i poeta[5]
  - Joaquín Salvador Lavado – argentyński rysownik[6][7]
  - Roberto Marchesini – włoski konstruktor i technolog, twórca magnezowych felg motocyklowych[8][9]
  - Vittorio Mathieu – włoski filozof[10]
  - Wiktor Nikitin – rosyjski pisarz i poeta[11]
  - Andrzej Piwoński – polski plakacista[12]
  - Eli Ruckenstein – amerykański inżynier chemik, laureat National Medal of Science (1998)[13]
  - John Russell – amerykański kajakarz, brązowy medalista olimpijski (1952)[14][15]
  - Frank Windsor – angielski aktor[16][17]
- 29 września
  - Sabah al-Ahmad al-Dżabir as-Sabah – kuwejcki polityk, emir Kuwejtu (2006–2020), premier Kuwejtu (2003–2006)[18]
  - Luigi Arisio – włoski polityk, członek Izby Deputowanych (1983–1987)[19]
  - Aster Berkhof – belgijski pisarz[20]
  - Angelita Castany – meksykańska aktorka, piosenkarka i tancerka[21]
  - Joanna Cortés – polska śpiewaczka operowa[22]
  - Mac Davis – amerykański piosenkarz country i aktor[23]
  - Rozmari Jorganxhi – albańska dyrygent i śpiewaczka operowa[24]
  - Edward Łańcucki – polski dowódca wojskowy, generał brygady LWP[25]
  - Sarada Nair – indyjska aktorka[26]
  - Rocco Prestia – amerykański gitarzysta basowy[27]
  - Helen Reddy – australijska piosenkarka i aktorka[28]
  - Mirza Shahi – pakistański aktor[29]
  - Walter Silva – brazylijski piłkarz[30]
  - John Whittaker – nowozelandzki rugbysta, reprezentant kraju[31]
  - Barbara Wyrzykowska – polska fizyk i nauczycielka akademicka, działaczka opozycyjna w PRL[32]
  - Isidora Žebeljan – serbska kompozytor, dyrygent i pedagog muzyczny[33]
- 28 września
  - Ruben Anguiano – meksykański piłkarz, reprezentant kraju[34]
  - Kim Bałkow – rosyjski pisarz i poeta[35]
  - Jan Bógdoł – polski aktor[36]
  - Tennison Cooray – lankijski aktor[37]
  - Jackie Dennis – szkocki piosenkarz[38]
  - Frédéric Devreese – belgijski kompozytor i dyrygent[39]
  - Marina Luzgina – rosyjska reżyserka filmowa[40]
  - Jacek Marciniak – polski dziennikarz i wydawca[41]
  - Mario Schiavato – chorwacki pisarz, włoskiego pochodzenia[42]
  - Jerzy Smoniewski – polski działacz konspiracji niepodległościowej w czasie II wojny światowej oraz powojennego podziemia antykomunistycznego, kawaler orderów[43][44][45]
  - Róbert Szücs – słowacki śpiewak operowy[46]
  - Anwara Taimur – indyjska polityk i ekonomistka, premier Asamu (1980–1981)[47]
  - Weselin Tepawiczarow – bułgarski historyk[48]
  - Genrich Wereszczagin – rosyjski malarz[49]
  - Hiroki Yuhara – japoński rugbysta[50]
- 27 września
  - Mahbubey Alam – bengalski prawnik, prokurator generalny Bangladeszu (2009–2020)[51]
  - John D. Barrow – brytyjski fizyk teoretyk, kosmolog[52]
  - Wolfgang Clement – niemiecki polityk, prawnik i dziennikarz, minister gospodarki i pracy (2002–2005)[53]
  - Emílio Di Biasi – brazylijski aktor i reżyser[54]
  - Nikita Loginow – rosyjski aktor[55]
  - Jurij Orłow – rosyjski fizyk, obrońca praw człowieka, twórca Moskiewskiej Grupy Helsińskiej[56]
  - Mikołaj Fryderyk Rudolf – polski chemik dr hab.[57]
  - Susan Ryan – australijska polityk, minister edukacji (1983–1987)[58]
  - Jaswant Singh – indyjski polityk, minister finansów (1996, 2002–2004), minister obrony (2000–2001) i spraw zagranicznych (1998–2002)[59]
  - Ibrahim Sirćo – bośniacki piłkarz[60]
  - Yūko Takeuchi – japońska aktorka[61]
  - John Waddy – brytyjski żołnierz, pierwszy dowódca Special Air Forces (1964–1967)[62]
- 26 września
  - Almontaser Bellah – egipski aktor[63]
  - Jacques Beurlet – belgijski piłkarz[64]
  - Grzegorz Bury – polski fotograf, malarz i promotor kultury[65]
  - Stanisław Cebrat – polski biolog, genetyk[66]
  - Jay Johnstone – amerykański baseballista[67]
  - Swetozar Nedełczew – bułgarski aktor[68]
  - Władimir Nosaczew – rosyjski aktor i komik[69]
  - Susan Ryan – australijska polityk, minister edukacji (1983–1987)[70]
  - Nasser Sebaggala – ugandyjski polityk, burmistrz Kampali (1998–1999, 2006–2011)[71]
  - Mark Stone – amerykański gitarzysta basowy[72]
  - Hans Süssmuth – niemiecki historyk[73]
  - Szabolcs Udvari – węgierski piłkarz[74]
  - Jimmy Winston – brytyjski muzyk i aktor, członek Small Faces[75]
  - Boris Woron – rosyjski dyrygent[76]
- 25 września
  - S.P. Balasubrahmanyam – indyjski wokalista, aktor i producent filmowy[77]
  - Jurij Bondar – ukraiński malarz[78]
  - Hermann Bonnín – hiszpański aktor i reżyser[79]
  - Jan Krucina – polski ksiądz katolicki[80]
  - Pablo Napoli – argentyński aktor[81]
  - Goran Paskaljević – serbski reżyser i scenarzysta filmowy[82]
  - Simos Simopulos – grecki naukowiec i polityk, minister infrastruktury i transportu (2012), b. rektor Uniwersytetu Technicznego w Atenach[83]
- 24 września
  - Sekhar Basu – indyjski fizyk jądrowy, przewodniczący Indyjskiej Komisji Energii Atomowej (2015–2018)[84]
  - Robert Bechtle – amerykański malarz[85]
  - Jaime Blanco García – hiszpański polityk i lekarz, parlamentarzysta, prezydent Kantabrii (1990–1991)[86]
  - Dean Jones – australijski krykiecista[87][88]
  - Branimir Kuleš – chorwacki karateka, fizjoterapeuta i działacz sportowy[89]
  - Tadeusz Łuczak – polski piłkarz i trener[90]
  - Bogusław Mikus – polski działacz opozycji w okresie PRL[91][92]
  - John Myers – amerykański duchowny katolicki, arcybiskup[93]
  - Barbara Popielas-Szultka – polska historyczka, dr hab.[94][95]
  - Corine Rottschäfer – holenderska modelka, zdobywczyni tytułu Miss World (1959)[96]
  - Zenon Sobecki – polski żołnierz i działacz państwowy, pułkownik, wicewojewoda zielonogórski (1982–1985)[97]
  - Rockline Sudhakar – indyjski aktor i komik[98]
  - Srđan Sulejmanović – serbski fotoreporter[99]
  - Maria Świeżyńska – polska działaczka konspiracji niepodległościowej w czasie II wojny światowej, żeglarz sportowy[100][101]
  - Tadeusz Waśniewski – polski fizyk, działacz opozycji w okresie PRL, kawaler orderów[102][103]
  - Gerhard Weber – niemiecki przedsiębiorca i projektant odzieży[104]
  - Aleksandyr Wodeniczarow – bułgarski prawnik i polityk[105]
  - Wiaczesław Wojnarowski – rosyjski śpiewak operowy, tenor[106]
- 23 września
  - Suresh Angadi – indyjski polityk, minister kolei państwowych (2019–2020)[107]
  - Juliette Gréco – francuska piosenkarka i aktorka[108]
  - W.S. Holland – amerykański perkusista, członek m.in. The Tennessee Three[109]
  - Bhupesh Pandya – indyjski aktor[110]
  - Zlatko Portner – jugosłowiański piłkarz ręczny, brązowy medalista olimpijski (1988)[111]
  - Dragan Prošić – serbski wokalista bluesowy i hard-rockowy[112]
  - Gale Sayers – amerykański futbolista[113]
  - Sidney Selby – amerykański gitarzysta bluesowy[114]
  - Pierre Troisgros – francuski restaurator i szef kuchni[115]
  - Wacław Wojciechowski – polski działacz konspiracji niepodległościowej w czasie II wojny światowej, kawaler orderów[116]
  - Iván Verebély – węgierski aktor i komik[117]
- 22 września
  - Siergiej Chorużyj – rosyjski fizyk, filozof, teolog i tłumacz[118]
  - Toomas Frey – estoński biolog, ekolog i polityk, minister środowiska (1990–1991)[119]
  - Ramona Galarza – argentyńska piosenkarka i aktorka[120]
  - Michael Gwisdek – niemiecki aktor, reżyser filmowy[121]
  - Ruben Jay – indyjski aktor[122]
  - Shukhrat Kayumov – uzbecki muzyk i pieśniarz[123]
  - Frie Leysen – belgijska dyrektor festiwali i historyk sztuki[124]
  - Marian Mijał – polski specjalista w zakresie budowy i eksplatacji maszy, dr hab. inż.[125][126]
  - Dan Olweus – szwedzki pedagog, psycholog[127]
  - Road Warrior Animal – amerykański wrestler[128]
  - Agne Simonsson – szwedzki piłkarz, trener[129]
  - Andre Vltchek – amerykański dziennikarz i reżyser filmów dokumentalnych[130]
  - Ashalata Wabgaonkar – indyjska aktorka[131]
- 21 września
  - Jaime Alves – portugalski piłkarz, reprezentant kraju[132]
  - Arthur Ashkin – amerykański fizyk, laureat Nagrody Nobla w dziedzinie fizyki w 2018[133]
  - Hamdi Benani – algierski muzyk i piosenkarz[134]
  - Virginio Bettini – włoski geograf, publicysta i polityk, poseł do Parlamentu Europejskiego (1989–1994)[135]
  - Giuseppe Caldarola – włoski dziennikarz i polityk, redaktor naczelny gazety „l’Unità”[136]
  - Eusebio Cano Pinto – hiszpański polityk i publicysta, eurodeputowany i parlamentarzysta krajowy[137]
  - Ron Cobb – amerykański twórca komiksów, grafik i scenograf[138]
  - Tommy DeVito – amerykański wokalista i gitarzysta, członek The Four Seasons[139]
  - Roy Head – amerykański piosenkarz[140]
  - Michael Lonsdale – francuski aktor pochodzenia brytyjskiego[141][142]
  - Amos Lynn – izraelski koszykarz[143]
  - Julian Ławrynowicz – polski matematyk i fizyk, profesor Uniwersytetu Łódzkiego[144][145]
  - Claude Moisy – francuski dziennikarz i pisarz[146]
  - Jacques-Louis Monod – francuski kompozytor, pianista i dyrygent[147]
  - John Meirion Morris – walijski rzeźbiarz[148]
  - Bob Nevin – kanadyjski hokeista[149]
  - Mikoła Polakow – ukraiński matematyk, rektor Dnieprzańskiego Uniwersytetu Narodowego im. Ołesia Honczara[150]
  - Ang Rita – nepalski szerpa i wspinacz, znany jako pierwsza osoba, która dziesięciokrotnie weszła na Mount Everest[151]
  - Robert Freeman Smith – amerykański polityk i rolnik, członek Izby Reprezentantów (1983–1995, 1997–1999)[152]
  - Jackie Stallone – amerykańska astrolog i tancerka, matka Sylvestra Stallone[153]
  - Ira Sullivan – amerykański trębacz jazzowy[154]
  - Bobby Wilson – angielski tenisista[155]
  - Dmitrij Żulin – rosyjski aktor[156]
- 20 września
  - Uktam Barnojew – uzbecki polityk i inżynier rolnictwa, wicepremier (2020)[157]
  - Meron Benwenisti – izraelski politolog i historyk, zastępca burmistrza Jerozolimy (1971–1978)[158]
  - Ewa Berberyusz – polska dziennikarka, reportażystka i prozaiczka[159]
  - Michael Chapman – amerykański operator i reżyser filmowy[160]
  - Takashi Fujiki – japoński aktor[161]
  - Knut Kloster – norweski przedsiębiorca, założyciel Norwegian Cruise Lane[162]
  - Stanisław Kruszewski – polski samorządowiec, burmistrz Józefowa (1998–2018)[163]
  - Rossana Rossanda – włoska polityk, dziennikarka i działaczka feministyczna[164]
  - Gerardo Vero – hiszpański reżyser, projektant kostiumów i aktor[165]
- 19 września
  - Jurij Bagdasarow – ukraiński specjalista w zakresie instalacji fizycznych i energetycznych, kierownik zmiany trzeciego energobloku w trakcie katastrofy czarnobylskiej[166]
  - Yves Romain Bastien – haitański polityk, minister gospodarki i finansów (2016–2017)[167]
  - Michaił Borisow – rosyjski reżyser, osobowość telewizyjna[168]
  - Władimir Czuprikow – rosyjski aktor[169]
  - Károly Fatér – węgierski piłkarz, mistrz olimpijski (1968)[170]
  - Józef – duchowny niekanonicznego Rosyjskiego Kościoła Prawosławnego, biskup[171]
  - Władysław Gaworecki – polski ekonomista i naukowiec[172]
  - Donald M. Kendall – amerykański menedżer i doradca polityczny, szef PepsiCo[173]
  - Lee Kerslake – brytyjski muzyk, perkusista zespołu Uriah Heep[174]
  - Darvin Moon – amerykański pokerzysta amator[175]
  - Ephrem M’Bom – kameruński piłkarz[176]
  - Dick Nemelka – amerykański koszykarz[177]
- 18 września
  - Mohamed Atwi – libański piłkarz, reprezentant kraju[178]
  - Asit Bandyopadhay – indyjski aktor, dramaturg i scenarzysta[179]
  - Stephen F. Cohen – amerykański historyk i sowietolog[180]
  - Ruth Bader Ginsburg – amerykańska prawniczka, sędzia Sądu Najwyższego[181]
  - Enzo Golino – włoski pisarz, dziennikarz i krytyk literacki[182]
  - Sepp Laubner – austriacki malarz[183]
  - Miloš Mišković – bośniacki geograf[184]
  - Anacleto Oliveira – portugalski duchowny katolicki, biskup[185]
  - Andrzej Pityński – polski rzeźbiarz, mieszkający w Stanach Zjednoczonych, kawaler Orderu Orła Białego[186][187]
  - Tomasz Prot – polski chemik, dr hab., wykładowca Politechniki Radomskiej[188][189]
  - Paweł Soszyński – polski kulturoznawca, krytyk teatralny i pisarz[190]
  - Wałerij Szwediuk – ukraiński piłkarz i trener[191]
  - Marcel Trillat – francuski dziennikarz i reżyser filmów dokumentalnych[192]
  - John Turner – kanadyjski prawnik, polityk, minister finansów (1972–1975), premier Kanady (1984)[193]
- 17 września
  - Jimoh Aliu – nigeryjski aktor[194]
  - Daniel Charles-Alfred – francuski piłkarz[195]
  - Ricardo Ciciliano – kolumbijski piłkarz[196]
  - Andrzej Ćmiech – polski regionalista[197]
  - Terry Goodkind – amerykański pisarz fantasy[198]
  - Robert W. Gore – amerykański inżynier, przedsiębiorca i wynalazca (twórca Gore-Texu)[199]
  - Reg Harrison – angielski piłkarz i trener[200]
  - Krzysztof Kownacki – polski menedżer muzyczny i przedsiębiorca, najbardziej znany ze współpracy z zespołem Maanam[a][201]
  - Jerzy Płonka – polski matematyk, prof. dr hab.[202]
  - Luboš Perek – czeski astronom[203]
  - Hanna Rek – polska piosenkarka[204]
  - Larry Wilson – amerykański futbolista[205]
  - Ryszard Wolański – polski dziennikarz muzyczny[206]
- 16 września
  - Ahmed Ben Salah – tunezyjski działacz związkowy i polityk, minister (1957–1969)[207]
  - Edoardo Bruno – włoski reżyser i krytyk filmowy[208]
  - Stanley Crouch – amerykański poeta, krytyk muzyczny i kulturalny, felietonista, prozaik i biograf[209]
  - Winston Groom – amerykański pisarz[210]
  - Alien Huang – tajwański aktor i piosenkarz[211]
  - Enrique Irazoqui – hiszpański aktor, ekonomista i literaturoznawca[212]
  - Piotr Jurczyk – polski bokser[213]
  - Dariusz Kacperczyk – polski pułkownik, rzecznik prasowy, dyrektor Wojskowego Instytutu Wydawniczego[214]
  - Anna Kędzierska – polska polityk, minister handlu wewnętrznego i usług (1984–1985)[215]
  - Maksim Marcinkiewicz – rosyjski vloger, działacz nacjonalistyczny i polityczny[216]
  - Lothar Pöll – austriacki duchowny metodystyczny, superintendent[217]
  - Roy C – amerykański piosenkarz soulowy[218][219]
  - Jan Sitko – polski żołnierz powojennego podziemia antykomunistycznego, kawaler orderów[220]
  - Francisco Trois – brazylijski szachista[221]
- 15 września
  - Alicja Falniowska-Gradowska – polska historyk, prof. dr hab.[222]
  - Antonio Jerković – chorwacki kuchmistrz i przedsiębiorca[223]
  - Momčilo Krajišnik – przywódca polityczny Serbów bośniackich, zbrodniarz wojenny, przewodniczący Zgromadzenia Narodowego Republiki Serbskiej (1991–1996)[224]
  - Jan Krenz – polski kompozytor i dyrygent[225]
  - Włodzimierz Ogryczak – polski informatyk, prof. dr hab.[226]
  - Paul Méfano – francuski kompozytor i dyrygent[227]
  - Adem Mikullovci – kosowski aktor[228]
  - Bartłomiej Skrzyński – polski działacz na rzecz niepełnosprawnych, dziennikarz sportowy[229]
  - Mykoła Szmatko – ukraiński rzeźbiarz i malarz[230]
  - Mario Torelli – włoski archeolog, badacz kultury Etrusków[231]
  - Moussa Traoré – malijski polityk i wojskowy, prezydent Mali (1968–1991)[232][233]
  - Wang Zhiliang – chiński tenisista stołowy, mistrz świata (1963)[234]
- 14 września
  - Sei Ashina – japońska aktorka[235]
  - Sadek Bachchu – banglijski aktor[236]
  - Petko Christow – bułgarski duchowny katolicki, biskup[237]
  - François Debré – francuski pisarz i dziennikarz[238]
  - Břetislav Enge – czeski kierowca wyścigowy[239]
  - Bill Gates Sr. – amerykański prawnik i filantrop[240]
  - Al Kasha – amerykański kompozytor muzyki filmowej[241]
  - Mieczysław Kucharski – polski chemik, dr hab. inż.[242][243]
  - Mieczysław Kwiecień – polski duchowny protestancki, biblista, tłumacz Biblii, kaznodzieja, publicysta, wykładowca akademicki i działacz ekumeniczny[244][245]
  - José Antonio Lobato – hiszpański aktor[246]
  - Alicia Maguiña – peruwiańska kompozytorka i piosenkarka[247]
  - Andrzej Stalmach – polski lekkoatleta, skoczek w dal, olimpijczyk (1964, 1968)[248]
  - Andrzej Zajtz – polski matematyk, prof dr hab.[249]
- 13 września
  - Ayo Akinwale – nigeryjski aktor[250]
  - Sabit Brokaj – albański lekarz i polityk, minister obrony (1997–1998)[251]
  - Ajit Das – indyjski aktor[252]
  - Bernard Debré – francuski lekarz i polityk, minister ds. koordynacji (1994–1995)[253]
  - John Ferris – amerykański pływak, brązowy medalista olimpijski (1968), rekordzista świata[254]
  - Nikołaj Griebniew – rosyjski pisarz i publicysta[255]
  - György Keleti – węgierski wojskowy i polityk, minister obrony (1994–1998)[256]
  - Didier Lapeyronnie – francuski socjolog[257]
  - Raghuvansh Prasad Singh – indyjski polityk, minister rozwoju wsi (2004–2009)[258]
- 12 września
  - Navid Afkari – irański zapaśnik[259]
  - Joaquín Carbonell – hiszpański poeta i dziennikarz[260]
  - Carlos Casamiquela – argentyński polityk, minister rolnictwa (2013–2015)[261]
  - Jean Cluzel – francuski polityk, senator (1971–1998)[262]
  - Alberto Collino – włoski matematyk[263]
  - Terence Conran – brytyjski handlarz, projektant, pisarz i restaurator[264]
  - John Fahey – australijski polityk i działacz sportowy, minister finansów (1996–2001)[265]
  - Jerzy Garcarek – polski lekarz radiolog, prof. dr hab. n. med.[266]
  - Jewgienij Gorstkow – radziecki pięściarz, dwukrotny mistrz Europy (1977, 1979)[267]
  - Florence Howe – amerykańska pisarka feministyczna, historyk i literaturoznawca[268]
  - Barbara Jefford – brytyjska aktorka teatralna[269][270]
  - Dominique Kalifa – francuski historyk[271]
  - Azmy Megahed – egipski siatkarz[272]
  - Michaił Mullin – rosyjski pisarz i scenarzysta[273]
  - Linus Okok Okwach – kenijski duchowny katolicki, biskup[274]
  - Zoe Parker – amerykańska aktorka filmów dla dorosłych[275]
  - Atilio Pozzobón – argentyński aktor[276]
  - Wiesław Różycki – polski menedżer, polityk, były wicewojewoda rzeszowski i podkarpacki[277][278]
  - Wojciech Rybowski – polski ekonomista, dr hab., działacz społeczny i koszykarz[279][280]
  - Yousef Saanei – irański duchowny i polityk, prokurator generalny Iranu (1981–1989)[281]
  - Denise De Weerdt – belgijska aktorka[282]
  - Edna Wright – amerykańska wokalistka R&B[283]
- 11 września
  - Roger Carel – francuski aktor filmowy i głosowy[284]
  - Anthony Cekada – amerykański duchowny katolicki, teolog, sedewakant[285]
  - Sébastien Desiage – francuski sędzia piłkarski[286]
  - Roberto Finzi – włoski historyk[287]
  - Hanna Gierowska – polska lekarka, pediatra, dr n. med., prezenterka telewizyjna[288]
  - Andrzej Górski – polski działacz opozycyjny i drukarz w czasach PRL[289][290]
  - Wojciech Hawryszuk – polski publicysta, działacz kulturalny, animator inicjatyw społecznych[291]
  - Martin Horňák – słowacki aktor[292]
  - Reggie Johnson – amerykański basista jazzowy[293]
  - Toots Hibbert – jamajski wokalista reggae, autor tekstów, muzyk zespołu Toots and The Maytals[294]
  - Annette Jahns – niemiecka śpiewaczka operowa[295]
  - Wojciech Królikiewicz – polski aktor[296][297]
  - Henryk Łapiński – polski aktor[298]
  - Janusz Tadeusz Maciuszko – polski historyk kościoła, religioznawca i teolog, prof. dr hab., prorektor ChAT[299]
  - Christian Manen – francuski kompozytor i nauczyciel muzyki[300]
  - Tzeni Michailidu – grecka aktorka[301]
  - Jeremy Montagu – brytyjski perkusjonista i etnomuzykolog[302]
  - Michał Nekanda-Trepka – polski reżyser i scenarzysta filmów dokumentalnych[303][304]
  - Marcin Olajossy – polski psychiatra, dr. hab. n. med.[305][306]
  - Tony Opatha – lankijski krykiecista[307]
  - Angelo Pereni – włoski piłkarz i trener[308]
  - Christian Poncelet – francuski polityk, przewodniczący Senatu (1998–2008)[309]
  - Nadhim Shaker – iracki piłkarz[310]
  - Nina Spirowa – macedońska piosenkarka[311]
  - Sławomir Withulz – polski gitarzysta, członek zespołu Bloodthirst[312][313]
  - Irena Żukowska-Rumin – polska poetka[314]
- 10 września
  - Vadivel Balaji – indyjski aktor[315]
  - Mark Bomani – tanzański prawnik, Prokurator Generalny (1965–1976)[316]
  - Piotr Eberhardt – polski geograf specjalizujący się w demografii i geopolityce, prof. dr hab.[317]
  - Edward Kajdański – polski pisarz, dziennikarz i dyplomata[318]
  - Jan Kułaj – polski działacz opozycji demokratycznej, przewodniczący Niezależnego Samorządnego Związku Zawodowego Rolników Indywidualnych „Solidarność”[319]
  - Janisław Muszyński – polski inżynier, przedsiębiorca, polityk, wojewoda wrocławski (1990–1991)[320]
  - Diana Rigg – brytyjska aktorka[321][322]
  - Jerzy Szeliga – polski działacz gospodarczy, dr inż., kawaler orderów[323][324][325]
  - István Szőcs – węgierski pisarz i tłumacz[326]
  - Leen van der Waal – holenderski inżynier, polityk, poseł do Parlamentu Europejskiego (1984–1997)[327]
  - Narong Wongwan – tajski biznesmen i polityk, lider opozycji (1988–1990), wicepremier Tajlandii (1992)[328]
  - Witold Zapała – polski choreograf[329]
  - Danuta Zielińska – polska specjalistka fizjologii roślin, dr hab.[330]
- 9 września
  - Francisco Assis de Luz e Silva – brazylijski piłkarz[331]
  - Ronald Bell – amerykański saksofonista i tekściarz[332][333]
  - George Bizos – południowoafrykański prawnik i działacz na rzecz praw człowieka pochodzenia greckiego[334]
  - Almir Bjelan – bośniacki koszykarz, reprezentant kraju[335]
  - Cini Boeri – włoska architekt[336]
  - Henrietta Boggs – amerykańsko-kostarykańska pisarka, pierwsza dama Kostaryki (1948–1949)[337]
  - Ksawery Borowik – polski judoka[338]
  - Patrick Davin – belgijski dyrygent[339]
  - Giuseppe Favero – włoski kolarz[340]
  - Arnulfo Fuentebella – filipiński polityk, przewodniczący Izby Reprezentantów (2000–2001)[341]
  - Jerzy Grabus – polski działacz konspiracji w czasie II wojny światowej, uczestnik wydarzeń poznańskich z 1956, kawaler orderów[342][343]
  - Shere Hite – niemiecko-amerykańska seksuolog i działaczka feministyczna[344]
  - Yopie Latul – indonezyjski piosenkarz[345]
  - Gienek Loska – białorusko-polski gitarzysta, wokalista i kompozytor[346]
  - Amos Luzzatto – włoski pisarz i lekarz chirurg, działacz mniejszości żydowskiej[347]
  - Sid McCray – amerykański wokalista punkrockowy[348]
  - Alan Minter – angielski bokser, mistrz świata w wadze średniej[349][350]
  - Nico Naldini – włoski poeta i pisarz[351]
  - Tadeusz Pacuszka – polski biolog, dr hab.[352]
  - Bogusław Rychwalski – polski dziennikarz[353]
  - Stevie Lee Richardson – amerykański aktor, kaskader i wrestler[354]
  - Tadeusz Szelachowski – polski lekarz, minister zdrowia i opieki społecznej (1981–1985), zastępca przewodniczącego Rady Państwa (1985–1989)[355]
  - Jadwiga Szumska-Kowalska – polski neurochirurg, prof. dr hab. n. med.[356]
- 8 września
  - Kazimierz Bald – polski urbanista, wieloletni prezes Towarzystwa Urbanistów Polskich[357][358][359]
  - Joseph Chennoth – indyjski duchowny katolicki, arcybiskup, nuncjusz apostolski w Republice Środkowoafrykańskiej, Tanzanii i Japonii[360]
  - David Clatworthy – południowoafrykański aktor[361]
  - Simeon Coxe – amerykański muzyk, założyciel zespołu Silver Apples[362][363]
  - Bogusław Cudowski – polski prawnik, prof. dr hab., sędzia Sądu Najwyższego[364][365]
  - Eberhard Czichon – niemiecki historyk[366]
  - Héctor Giorgetti – argentyński piłkarz[367]
  - Ronald Harwood – brytyjski dramaturg, powieściopisarz i scenarzysta[368]
  - Toufeeq Khan – indyjski aktor i producent filmowy[369]
  - Edward Mikołajczyk – polski dziennikarz telewizyjny[370]
  - Stanisław Myszkowski – polski zawodnik, trener, sędzia i działacz sportu strzeleckiego[371]
  - Jan Bogdan Obrębski – polski specjalista w zakresie mechaniki i budownictwa, prof. dr hab.[372]
  - Jerzy Ostrogórski – polski malarz, profesor nauk o sztukach pięknych[373]
  - Claude Peretti – francuski piłkarz[374]
  - Veljko Rajković – czarnogórski pisarz i satyryk[375]
  - Jaya Prakash Reddy – indyjski aktor[376]
  - Alfred Riedl – austriacki piłkarz i trener[377]
  - Vexi Salmi – fiński twórca tekstów piosenek i producent muzyczny[378]
  - Dionýz Szögedi – czechosłowacki lekkoatleta, medalista mistrzostw Europy (1969)[379]
  - Benedict To Varpin – papuaski duchowny rzymskokatolicki, biskup Bereiny i arcybiskup Madangu[380]
  - Manos Wenieris – grecki aktor i reżyser[381]
- 7 września
  - Berni Alder – amerykański fizyk pochodzenia żydowskiego[382]
  - Kostas Asimakopulos – grecki pisarz[383]
  - Abd al-Kadir Badżammal – jemeński polityk, premier Jemenu (2001–2007)[384]
  - Kia Bozou – grecka aktorka[385]
  - Abdul Malik Fadjar – indonezyjski polityk, minister religii (1998–1999), minister edukacji (2001–2004)[386]
  - Forest Fenn – amerykański pisarz i pilot, znany z ukrycia skarbu Fenna[387]
  - Rusłan Firow – rosyjski aktor i reżyser filmowy[388]
  - Aurelio Iragorri Hormaza – kolumbijski polityk, przewodniczący Izby Reprezentantów (1981–1982)[389]
  - Aida Kamel – egipska aktorka[390]
  - Siergiej Kołtakow – rosyjski aktor[391]
  - Logie Bruce Lockhart – szkocki rugbysta, reprezentant kraju[392]
  - Julian Maślanka – polski historyk literatury, członek Polskiej Akademii Umiejętności[393]
  - Witold Milewski – polski specjalista inżynierii materiałowej, prof. dr hab.[394][395]
  - Anaparthi Nagaraju – indyjski aktor[396]
  - Xavier Ortiz – meksykański aktor i piosenkarz[397]
  - André Reichling – luksemburski wojskowy i dyrygent, kompozytor hymnu NATO[398]
  - Leszek Zachuta – polski publicysta, znawca broni białej[399][400][401]
- 6 września
  - Levon Altounian – libański piłkarz, reprezentant kraju[402]
  - Siergiej Bielajew – kazachski strzelec sportowy[403]
  - Lou Brock – amerykański baseballista[404]
  - Paul Chittilapilly – indyjski duchowny syromalabarski, biskup[405]
  - Achmat Dangor – południowoafrykański pisarz, poeta i aktywista polityczny[406]
  - Kevin Dobson – amerykański aktor[407]
  - Christiane Eda-Pierre – francuska śpiewaczka operowa, sopran koloraturowy[408]
  - Łyczezar Elenkow – bułgarski poeta[409]
  - George Frison – amerykański archeolog[410]
  - Ralph Hudson – amerykański motocyklista, rekordzista świata w kategorii: najwyższa prędkość uzyskana na motocyklu bez pełnej obudowy aerodynamicznej[411]
  - Vaughan Jones – nowozelandzki matematyk[412]
  - S. Mohinder – indyjski kompozytor muzyki filmowej[413]
  - Dragoljub Ojdanić – serbski generał i zbrodniarz wojenny, minister obrony (2000)[414]
  - Waldemar Pawlak – nauczyciel polski, działacz Towarzystwa Przyjaciół Dzieci, kawaler Orderu Uśmiechu[415]
  - Mike Sexton – amerykański pokerzysta i komentator[416]
  - Bruce Williamson – amerykański piosenkarz R&B i soul, muzyk zespołu The Temptations[417]
- 5 września
  - Johny Bakshi – indyjski aktor, reżyser i producent filmowy[418]
  - Orlando Bauzon – filipiński koszykarz[419]
  - Žarko Domljan – chorwacki polityk, przewodniczący Saboru (1990–1992)[420]
  - David Gaines – amerykański koszykarz i trener[421]
  - Łukasz Gruziel – polski artysta baletowy[422][423]
  - Marian Jaworski – polski duchowny katolicki, kardynał[424]
  - Rodney Litchfield – angielski aktor[425]
  - Thandeka Mdeliswa – południowoafrykańska aktorka[426]
  - Jiří Menzel – czeski reżyser filmowy[427][428]
  - Maria Mikos-Bielak – polska chemiczka, prof. dr hab.[429]
  - Sergio Moravia – włoski filozof[430]
  - Jerzego Piekarski – polski farmaceuta i działacz samorządowy, prezydent Jeleniej Góry (1988–1990)[431]
  - Malka Ribowska – francuska aktorka polskiego pochodzenia[432]
  - Yousef Wali – egipski polityk, minister rolnictwa (1982–2004)[433]
- 4 września
  - Ajibade Babalade – nigeryjski piłkarz[434]
  - Annie Cordy – belgijska aktorka i pieśniarka[435]
  - Peter Cronje – południowoafrykański rugbysta, reprezentant kraju[436]
  - Andrzej Gawroński – polski aktor[437]
  - Jerzy Mellibruda – polski psycholog specjalizujący się w problematyce uzależnień[438]
  - Danuta Pacyńska-Drzewińska – polska dziennikarka, dama orderów[439][440]
  - Gary Peacock – amerykański kontrabasista jazzowy[441][442]
  - Andrzej Skoczylas – polski malarz, popularyzator sztuki[443]
  - Lucille Starr – kanadyjska piosenkarka country[444]
  - Dmitrij Swietuszkin – mołdawski szachista, arcymistrz[445]
  - Carl-Henning Wijkmark(inne języki) – szwedzki pisarz i tłumacz[446]
  - Joe Williams – nowozelandzki polityk terytorium stowarzyszonego Wysp Cooka, premier i minister spraw zagranicznych (1999)[447]
- 3 września
  - Zdzisław Bradel – polski działacz opozycji w okresie PRL, poeta, redaktor i polityk, kawaler oredrów[448]
  - Michael Cleary – irlandzki duchowny katolicki, biskup Bandżulu[449]
  - Dito – portugalski piłkarz, reprezentant kraju[450]
  - Zenon Holak – polski uczestnik II wojny światowej, major WP w stanie spoczynku, kawaler orderów[451][452]
  - Karel Knesl – czeski piłkarz, reprezentant Czechosłowacji[453]
  - Stojan Nenczew – bułgarski zapaśnik, mistrz świata[454]
  - Jean-François Poron – francuski aktor[455]
  - Bill Pursell – amerykański pianista i kompozytor[456]
  - Gianni Serra – włoski reżyser i scenarzysta[457]
  - Félix Suárez – hiszpański kolarz[458]
  - Tomasz Tłustochowski – polski trener lekkoatletyki[459]
  - Birol Ünel – turecki aktor[460]
- 2 września
  - Maria Balicka – polska historyczka, Honorowy Obywatel Kobyłki[461]
  - Mariusz Bratnicki – polski specjalista zarządzania i organizacji, prof. dr hab. n. ekon.[462][463]
  - Anne Brasz-Later – holenderska superstulatka, najstarsza żyjąca osoba w Holandii[464]
  - Michał Cander – polski malarz[465]
  - David Capel – angielski krykiecista, reprezentant kraju[466][467]
  - Albert Cheesebrough – angielski piłkarz[468]
  - David Graeber – amerykański pisarz i antropolog kulturowy[469]
  - Kaing Guek Eav – kampuczański zbrodniarz wojenny, jeden z przywódców Czerwonych Khmerów[470]
  - Rinat Ibragimow – rosyjsko-tatarski kontrabasista muzyki klasycznej[471]
  - Velimir Kunić – bośniacki prawnik i polityk, minister rozwoju i przedsiębiorczości (2007)[472]
  - Christian Liaigre – francuski architekt i projektant[473]
  - Abdeljebbar Louzir – marokański aktor[474]
  - Ian Mitchell – irlandzki basista i wokalista, członek grupy Bay City Rollers[475]
  - Agustín Radrizzani – argentyński duchowny katolicki, arcybiskup Mercedes-Luján (2007–2019)[476]
  - Katarzyna Rostropowicz-Denisiewicz – polski lekarz pediatra, prof. dr hab. n. med.[477][478]
  - Wanda Seux – paragwajska aktorka i tancerka[479]
  - Adrianus Simonis – holenderski duchowny katolicki, arcybiskup Utrechtu (1983–2007), kardynał[480]
  - Franciszek Ślusarz – polski uczestnik II wojny światowej, działacz kombatancki i polonijny w Argentynie[481][482]
  - František Vaněk – czechosłowacki hokeista[483]
  - William Yorzyk – amerykański pływak, mistrz olimpijski (1956)[484]
- 1 września
  - Nada Birko – chorwacka i jugosłowiańska narciarka klasyczna[485]
  - Boris Kliujew – rosyjski aktor i pedagog[486]
  - Władisław Krapiwin – rosyjski pisarz, poeta i scenarzysta[487]
  - François Lalande – francuski aktor, pochodzenia algierskiego[488]
  - Erick Morillo – kolumbijski DJ i producent muzyczny[489]
  - Irina Pieczernikowa – rosyjska aktorka[490]
  - Enver Rada – albański piłkarz i trener[491]
  - Miloš Říha – czeski hokeista i trener[492]
  - Jerzy Szczakiel – polski żużlowiec, mistrz świata (1973)[493]
  - Włodzimierz Żołud – polski instruktor, pilot szybowcowy i samolotowy, balonowy i sterowcowy[494]

- data dzienna nieznana
  - Jean-Claude Annaert – francuski kolarz szosowy[495]
  - Krzysztof Czajkowski – polski samorządowiec, burmistrz Aleksandrowa Łódzkiego (1989–2002)[496]
  - Janusz Frąckowiak – polski fizyk i samorządowiec, działacz związkowy w PRL, dr hab.[497]
  - Anatolij Lapszow – rosyjski operator filmowy[498]
  - Henryk Pięta – polski pływak, działacz na rzecz sportu osób niepełnosprawnych[499]
  - Denis Tillinac – francuski dziennikarz i pisarz[500]
  - Brent Young – amerykański basista, członek zespołu Trivium[501]
  - Leszek Lachowiecki[502][503] – polski animator kultury, redaktor i wydawca[504]